# Мартинес, Виктор
Виктор Мартинес (исп. Víctor Martínez; род. 29 июля 1973, Сан-Франсиско-де-Макорис, Доминиканская Республика) — профессиональный бодибилдер, Победитель конкурса Арнольд Классик 2007 и 2011 года, Нашиналс 2000 года, Шоу Силы Про 2004, Ночь чемпионов 2003. Многократный участник конкурса «Мистер Олимпия».

## Биография
Родился 28 июля 1973 года в Доминиканской Республике, в городе Сан-Франсиско-де-Макорис. В детстве семья переехала в Нью-Йорк США, жил на Манхеттене. В школе активно занимался бейсболом, баскетболом или футболом. По совету Стэфана Дикерсона начал серьезно заниматься бодибилдингом и решил сделать на этом карьеру.
С 1998 года Виктора Мартинеса тренирует Виктор Муньос, который стал его тренером. Получил профессиональную карту Международной Федерации Бодибилдинга (IFBB).
В 2000 году начал карьеру в соревновательном бодибилдинге победив на конкурсе Нашионалс, затем последовала победа на турнире «Ночь чемпионов 2003» и «Шоу Силы Про 2004». В 2007 ему покорился «Арнольд Классик» в том-же году стал вторым на «Мистер Олимпия 2007». В марте 2008 года Виктор планировал защитить свой титул на Арнольда Классик 2008, но выбыл из соревнований из-за травмы. 18 января 2008 года перенес операцию на левое коленное сухожилие. Восстановившись победил на «Арнольд Классик Европа 2011» и «Торонто/Монреаль Про 2013».	
Виктор Мартинес стал вторым профессиональным культуристом из Доминиканской Республики
В декабре 2019 года Виктор Мартинес получил гражданство США.

## Интересные факты
У него два сына — Джеред и Джастин, а также дочь Виктория. Кроме того
у Мартинеса семь сестер и два брата и более 31 племянниц и племянников.

## Антропометрия
- Рост	175 см
- Бицепс	56 см
- Бедро	77 см
- Соревновательный вес	118 кг
- Грудная клетка	150 см
- Голень	51 см
- Вес в межсезонье	131 кг
- Талия	82 см

## История выступлений
- Соревнование	Место
- Мускул Мейхам Про 2017 1
- Арнольд Классик Африка 2017 4
- Кувейт Про 2016 7
- Арнольд Классик Европа 2016 7
- Мистер Олимпия 2016 11
- Гран При Балтимор 2016 1
- Арнольд Классик Африка 2016 4
- Нью-Йорк Про 2016 3
- Арнольд Классик Европа 2015 7
- Мистер Олимпия 2015 9
- Арнольд Классик Бразилия 2015 4
- Нью-Йорк Про 2015 2
- Сан-Марино Про 2014 5
- Прага Про 2014 7
- Арнольд Классик Европа 2014 4
- Мистер Олимпия 2014
- Про Бодибилдинг Уикли Тампа 2014 1
- Арнольд Классик 2014	4
- Арнольд Классик Европа 2013	5
- Мистер Олимпия 2013	11
- Торонто/Монреаль Про 2013	1
- Нью-Йорк Про 2013	2
- Арнольд Классик Европа 2011	1
- Шеру Классик 2011	4
- Мистер Олимпия 2011	4
- Арнольд Классик 2011	3
- Мистер Олимпия 2010	8
- Мистер Олимпия 2009	6
- Арнольд Классик 2009	2
- Мистер Олимпия 2007	2
- Арнольд Классик 2007	1
- Мистер Олимпия 2006	3
- Арнольд Классик 2006	3
- Мистер Олимпия 2005	5
- Нью-Йорк Про 2005	3
- Сан-Франциско Про 2005	5
- Арнольд Классик 2005	7
- Мистер Олимпия 2004	9
- Шоу Силы Про 2004	1
- Ночь чемпионов 2003	1
- Арнольд Классик 2002	13
- Айронмен Про 2002	9
- Ночь чемпионов 2001	8
- Нашионалс 2000	1
- Нашионалс 2000	1 в категории Тяжелый вес

## В профессиональных рейтингах
| Место | Рейтинг                                                      | Дата рейтинга |
| ----- | ------------------------------------------------------------ | ------------- |
| 14    | Рейтинг мужчин профессионалов IFBB по бодибилдингу 2013 года | 31.03.2013    |
| 5     | Рейтинг мужчин профессионалов IFBB по бодибилдингу 2011 года | 01.10.2011    |
| 9     | Рейтинг мужчин профессионалов IFBB по бодибилдингу 2011 года | 01.09.2011    |